# Moros y cristianos (repas)
Pour Moros y cristianos, voir Moros y cristianos (homonymie).
Le Moros y cristianos est un plat à base de riz et de haricots noirs, similaire à l'arroz con frijoles répandu dans la cuisine hispano américaine, et particulièrement à Cuba. Il est confondu avec le congri, également un plat emblématique de la cuisine cubaine.
L'origine du plat est débatue : soit un plat espagnol soit créole espagnol. La absence du riz en Amérique avant 1492, et l'absence des haricots noirs en Europe avant 1492 interdit l'invention de ce plat avant cette date.
Le nom vient d'Espagne. Il s'agit d'une référence à la présence commune de chrétiens et de maures dans la péninsule ibérique durant huit siècles, soit pour célébrer la fin de leurs conflits, dans la lignée des fêtes homonymes Moros y Cristianos. Le riz blanc représentant les chrétiens, et les haricots noirs les maures,. Le plat est en Espagne, en amérique latine, dans l'ensemble des Caraïbes, dans le sud des États-Unis et au Brésil.

## Nom et origine
« Cette recette représente la lute éternelle dans la péninsule qui se livrèrent ces deux religions durant des siècles, et qui se termina quelques années avant la découverte des Amériques, et c'est ainsi qu'il fut exporté dans les îles des caraïbes où il s'est transformé en une base alimentaire, avec des noms similaires ou des variations, comme « les maures » ou « le riz maure » »

« Les Maures, cependant sont une recette espagnole qui sert à représenter la lutte entre les chrétiens (le riz) et les maures (les haricots), qui vécurent ensemble en Espagne durant huit siècles et furent expulsés définitivement en 1492. Ce plat fut exporté aux colonies et acquit une grande popularité dans de nombreux endroits et particulièrement à Cuba où il s'est converti en un plat traditionnel. »

## Confusion avec lecongri
Selon l'anthropologue et journaliste cubain, Fernando Ortiz, les distinctions entre le Moros y cristianos et le congri sont leurs origines respectives. Ce dernier proviendrait d'Afrique, puisque « congri » vient du créole haïtien congó, « riz » (« haricots et riz »), alors que le Moros y cristianos proviendrait plutôt d'Espagne, référant à la Reconquista espagnole au Moyen Âge, au cours de laquelle les royaumes chrétiens luttèrent contre les Maures en Al-Andalus.

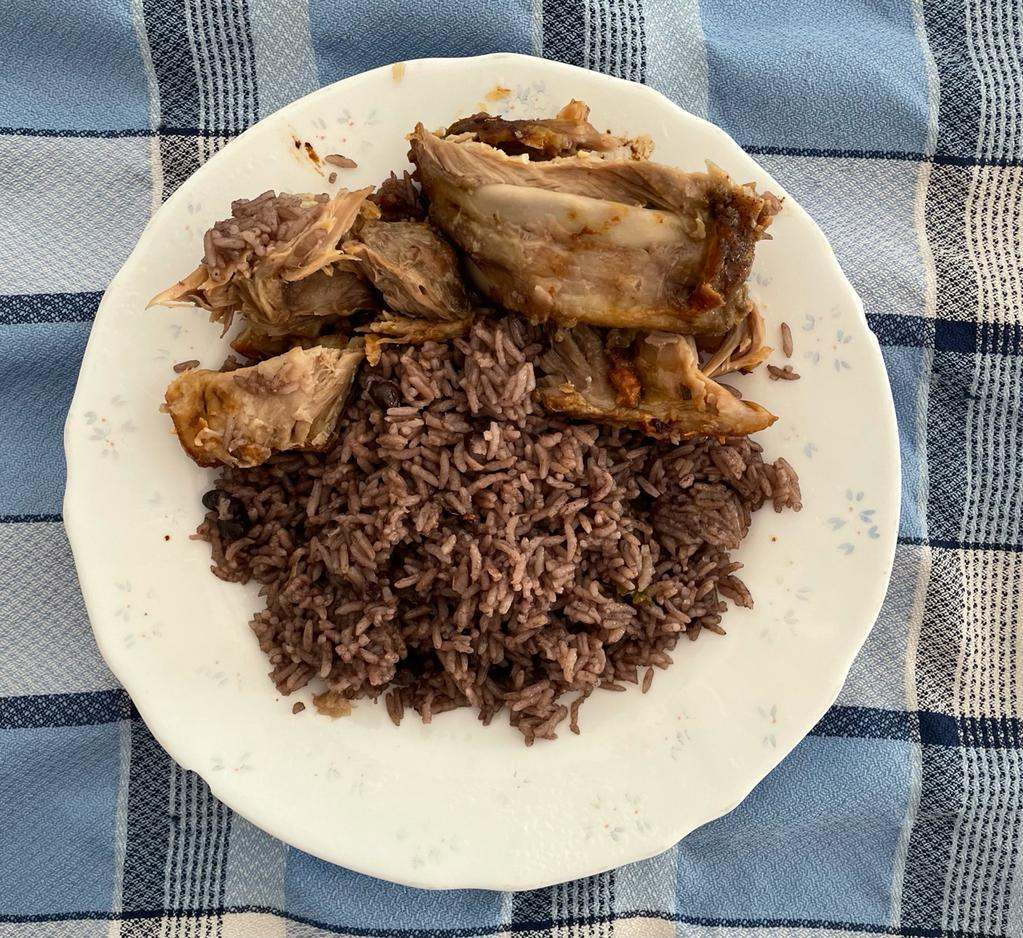
Riz congri à la cubaine (également connu sous le nom de riz moro) servi avec des côtes de porc.

Au niveau de la préparation, ces deux plats diffèrent également. Le congri est à base de haricots rouges alors que le Moros y cristianos est à base de haricots noirs. Les différences entre les deux types d'haricots sont négligeables. Même s'il est vrai que les haricots noirs contiennent plus de fer et ont un indice glycémique plus faible, la saveur ou la valeur nutritionnelle ne change pratiquement pas d'un plat à l'autre.

## Préparation
Le Moros y cristianos se prépare habituellement avec des haricots noirs, du riz blanc et un sofrito à base d'ail, d'oignon, d'origan, de cumin, de laurier et de poivron vert ou de piment cachuchas. Du porc frit ou des petits morceaux de chicharrón peuvent être ajoutés. Le plat peut également accompagner le ropa vieja.

## Mets similaires
- Congri, plat cubain très semblable utilisant toutefois des haricots rouges
- Appelé simplement moro en République dominicaine, le plat est essentiellement préparé avec des haricots
- Arroz con frijoles, plat équivalent au Nicaragua
- Arroz con gandules, plat équivalent à Porto Rico
- Bandeja paisa, plat typiquement colombien constitué d'haricots, de riz, de viande et d'avocat entre autres
- Baião de dois, version brésilienne du plat
- Seco costeño, plat typique de la côte atlantique colombienne avec haricots, riz, viande et salade, entre autres
- Casamiento, plat équivalent au Salvador à base de haricots rouges
- Gallo pinto, plat équivalent au Costa Rica et au Nicaragua fait avec des haricots rouges ou pinto
- Hoppin' John, plat équivalent du Sud des États-Unis
- Pabellón criollo, plat vénézuélien similaire, préparé avec du bœuf
- Tacu-tacu, plat péruvien dans lequel les deux ingrédients sont mélangés